# Чаир (стадион)
«Чаир» (серб. Стадион Чаир) — многофункциональный стадион в сербском городе Ниш, являющийся домашним стадионом для футбольного клуба «Раднички». Стадион является частью спортивного комплекса Чаир, в который также входит крытый бассейн и крытую арену.

## История
Стадион был построен в 1963 году и первоначально вмещал 40 001 зрителей.
Полная реконструкция началась во второй половине 2011 года в рамках амбициозного проекта Футбольного союза Сербии и города Ниш по замене разрушающейся инфраструктуры на важных спортивных объектах. Обновлённый стадион вмещал 18 151 зрителя. Стоимость проекта составила 1,1 миллиарда динаров. После завершения строительства новый стадион стал соответствовать стандартам УЕФА для проведения международных матчей. В июне 2012 года Футбольный союз Сербии объявил о том что 26 марта 2013 года «Чаир» примет сборную Сербии в матче квалификации на чемпионат мира по футболу 2014 года против Шотландии. Однако матч был сыгран на стадионе «Караджордже» после того как было объявлено, что стадион «Чаир» не сможет вместить всех игроков по стандартам УЕФА до мая 2013 года. 15 сентября 2012 года стадион провёл свой первый футбольный матч после ремонта. В этом матче «Раднички» обыграли «Смедерево» со счетом 1:0 на глазах у 7000 зрителей.